# Автошлях Р 68
Автошля́х Р 68 — автомобільний шлях регіонального значення на території України. Проходить територією Чернігівської області через Талалаївку — Ічню — Тростянець — Сокиринці.
У селі Парафіївка — відгалуження на селище Качанівка, у якому знаходиться перлина української садово-паркової архітектури Національний історико-культурний заповідник «Качанівка».

## Загальна довжина
Талалаївка — Ічня — Тростянець — Сокиринці — Н07 — 94,1 км.
Під'їзд до Державного історико-культурного заповідника «Качанівка» — 5,3 км.
Разом — 99,4 км.

## Маршрут
Автошлях проходить через такі населені пункти:
| Автошлях Р 68        |                                  |
| Чернігівська область |                                  |
| Ніжинський район     |                                  |
| Талалаївка           | Р67                              |
| Безуглівка           |                                  |
| Синдаревське         |                                  |
| Прилуцький район     |                                  |
| Дорогинка            |                                  |
| Томашівка            |                                  |
| Ічня                 | Т 2524 Т 2527                    |
| Гужівка              |                                  |
| Іржавець             |                                  |
| Парафіївка           | на Качанівку (заповідник 5,1 км) |
| Шевченка             |                                  |
| Світанок             | Т 2515                           |
| Верескуни            |                                  |
| Тростянець           |                                  |
| Васьківці            |                                  |
| Сокиринці            | Н07                              |